# Les Mutinés de l'Elseneur (film, 1936)
Pour plus de détails, voir Fiche technique et Distribution.
Les Mutinés de l'Elseneur est un film français réalisé par Pierre Chenal, adapté du roman homonyme de Jack London et sorti en 1936. 

## Fiche technique
- Titre : Les Mutinés de l'Elseneur
- Réalisation : Pierre Chenal, assisté de Louis Daquin et Dagmar Bolin
- Scénario : Pierre Chenal et Christian Stengel, d'après le roman de Jack London
- Dialogues : Marcel Aymé
- Décors : Aimé Bazin
- Photographie : André Bac, Christian Matras et Joseph-Louis Mundwiller
- Musique : Arthur Honegger ; chansons de Robert Desnos
- Son : Robert Ivonnet
- Sociétés de production : Général Productions - Transuniversal Films
- Pays d'origine :  France
- Langue : français
- Format : noir et blanc - 35 mm - 1,37:1 - son mono
- Durée : 90 minutes
- Date de sortie : 29 février 1936 (France)
- Affiche : Roger Cartier (France)

## Distribution
- Jean Murat : Jack Pathurst, l'écrivain
- Jacques Henley : l'éditeur
- Jacques Berlioz : le capitaine West, commandant de l'Elseneur
- Winna Winfried : Winna West, la nièce du commandant
- André Berley : le lieutenant Pike
- René Bergeron : le lieutenant Mellaire
- Maurice Lagrenée : Bert Rhine
- Robert Le Vigan : Charles Davis
- Lucas Gridoux : O'Sullivan
- Max Dalban : Tom Spink
- François Viguier : Larry
- Louis Robur : Twist
- Eugène Stuber : Murphy
- Raymond Aimos : un marin
- Lucien Walter : un marin
- Guy Sloux : le secrétaire
- René Génin : le cabaretier
- Raymond Segard : Henri, le pilotin
- Roger Blin : un marin

## Production
Le tournage a eu lieu du 28 octobre au 11 décembre 1935 au large des Îles Canaries.

## Autour du film
Pierre Chenal raconte dans le site combien il lui fut difficile de trouver le bateau qui convenait pour le tournage du film puis tous les problèmes qui s'ensuivirent.